# Степ (Плисківська сільська громада)
Степ — село в Україні, у Плисківській сільській громаді Ніжинського району Чернігівській області. До 2017 року орган місцевого самоврядування — Великозагорівська сільська рада.

## Історія
14 лютого 2017 року, в ході децентралізації, Великозагорівська сільська рада об'єднана з Плисківською сільською громадою.
17 липня 2020 року, в результаті адміністративно-територіальної реформи та ліквідації Борзнянського району, село увійшло до складу Ніжинського району.